# Piper clypeatum
Piper clypeatum är en pepparväxtart som beskrevs av Nathaniel Wallich. Piper clypeatum ingår i släktet Piper och familjen pepparväxter. Inga underarter finns listade i Catalogue of Life.